# تام باک
تام باک (انگلیسی: Tom Baack؛ زادهٔ ۱۳ مارس ۱۹۹۹) بازیکن فوتبال اهل آلمان است.
از باشگاه‌هایی که در آن بازی کرده‌است می‌توان به باشگاه فوتبال بوخوم اشاره کرد.
وی همچنین در تیم‌های ملی فوتبال Germany national under-16 football team، فدراسیون فوتبال آلمان، جوانان آلمان، جوانان آلمان، جوانان آلمان، و زیر ۲۰ سال آلمان بازی کرده‌است.